# 5 Samodzielna Brygada Kolejowa
5 Samodzielna Brygada Kolejowa, ros.: 5-я отдельная железнодорожная бригада – samodzielny związek taktyczny Sił Zbrojnych Federacji Rosyjskiej, służący w Wojskach Lądowych Federacji Rosyjskiej.
Brygada jest spadkobiercą tradycji Poznańskiej Brygady Kolejowej odznaczonej Orderem Czerwonego Sztandaru, sformowanej w 1932.
Siedzibą sztabu i dowództwa brygady jest Abakan.